# Saint-Avé
Saint-Avé (tiếng Breton: Sant-Teve) là một xã ở tỉnh Morbihan trong vùng Bretagne tây bắc Pháp. Xã này có diện tích 26,09 km², dân số năm 1999 là 8303 người. Khu vực này có độ cao từ 12-136 mét trên mực nước biển.
Cư dân của Saint-Avé danh xưng trong tiếng Pháp là Armelois.

## Tiếng Bretagne
Xã này đã phát động một kế hoạch song ngữ thông qua Ya d’ar brezhoneg ngày March the 25th of 2005.
Năm 2007, có 14% trẻ em học trường song ngữ ở cấp tiểu học.